# Russische Meisterschaften im Skispringen 2014
Die russischen Meisterschaften im Skispringen 2014 fanden vom 26. bis zum 31. März in Nischni Tagil auf der Schanzenanlage Tramplin Stork statt. Die Männer trugen zwei Einzelspringen sowie ein Teamspringen aus, wohingegen bei den Frauen lediglich eine Meisterin von der Normalschanze gekürt wurde. Darüber hinaus wurde erstmals ein Mixed-Team-Wettkampf abgehalten. Veranstalter war der russische Skiverband für Skispringen und die Nordische Kombination. Als Wettkampfleiter fungierte Juri Kalinin.
Bei den Männern konnte sich Michail Maximotschkin sowohl von der Normalschanze als auch von der Großschanze durchsetzen und holte so seine ersten beiden Meistertitel im Einzel. Darüber hinaus stand er auch im Teamspringen als Sieger sowie im Mixed-Team als Zweiter auf dem Podest. Bei den Frauen konnte Irina Awwakumowa einen weiteren Sieg feiern. Es gewannen Athleten aus sieben Föderationssubjekten Medaillen. Am erfolgreichsten war die Oblast Nischni Nowgorod mit drei Titeln und insgesamt fünf Medaillen. Am letzten Tag der Meisterschaften gab Ilja Rosljakow sein Karriereende bekannt.

## Austragungsort
| \| Nischni Tagil \| |
| Nischni Tagil       |

| Nischni Tagil |

## Ergebnisse

### Frauen
| Platz | Name                    | Föderationssubjekt      | Weite 1 | Weite 2 | Punkte |
| ----- | ----------------------- | ----------------------- | ------- | ------- | ------ |
| 01.   | Irina Awwakumowa        | Moskau                  | 092,5   | 090,0   | 229,5  |
| 02.   | Alexandra Kustowa       | Oblast Magadan          | 089,0   | 087,0   | 215,5  |
| 03.   | Anastassija Gladyschewa | Region Perm             | 083,0   | 087,0   | 201,0  |
| 04.   | Darja Gruschina         | Sankt Petersburg        | 081,5   | 087,0   | 196,5  |
| 05.   | Marija Sotowa           | Oblast Nischni Nowgorod | 079,0   | 080,5   | 175,5  |
| 06.   | Jelena Tetjujewa        | Republik Tatarstan      | 078,0   | 077,5   | 163,0  |
| 07.   | Marija Jakowlewa        | Sankt Petersburg        | 080,5   | 074,0   | 161,5  |
| 08.   | Natalja Solowjowa       | Oblast Nischni Nowgorod | 082,0   | 071,0   | 158,5  |
| 09.   | Swetlana Gladikowa      | Region Perm             | 077,0   | 072,5   | 151,0  |
| 10.   | Glafira Noskowa         | Region Perm             | 073,0   | 071,5   | 142,5  |

Datum: 27. März 2014
Schanze: Normalschanze K-90
Russische Meisterin 2013:  Irina Awwakumowa
Teilnehmerinnen / Föderationssubjekte: 26 / 9
Disqualifikationen: 1
Ihren vierten Meistertitel in Folge gewann Irina Awwakumowa.

### Männer

#### Normalschanze
| Platz | Name                  | Föderationssubjekt      | Weite 1 | Weite 2 | Punkte |
| ----- | --------------------- | ----------------------- | ------- | ------- | ------ |
| 01.   | Michail Maximotschkin | Oblast Nischni Nowgorod | 102,5   | 093,0   | 255,5  |
| 02.   | Ilmir Chasetdinow     | Republik Baschkortostan | 096,5   | 089,0   | 238,5  |
| 03.   | Anton Kalinitschenko  | Oblast Kemerowo         | 096,0   | 088,5   | 236,0  |
| 03.   | Alexei Romaschow      | Sankt Petersburg        | 092,5   | 092,0   | 236,0  |
| 05.   | Alexei Buiwolow       | Oblast Nischni Nowgorod | 095,0   | 089,0   | 229,5  |
| 06.   | Denis Kornilow        | Oblast Nischni Nowgorod | 092,0   | 090,0   | 229,0  |
| 07.   | Denis Wesselow        | Oblast Sachalin         | 090,0   | 091,0   | 227,0  |
| 08.   | Roman Trofimow        | Republik Tatarstan      | 093,0   | 089,0   | 226,5  |
| 09.   | Dmitri Ipatow         | Oblast Magadan          | 090,5   | 090,0   | 225,5  |
| 10.   | Wladislaw Bojarinzew  | Sankt Petersburg        | 091,0   | 088,0   | 224,0  |

Datum: 27. März 2014
Schanze: Normalschanze K-90
Russischer Meister 2013:  Ilmir Chasetdinow
Teilnehmer / Föderationssubjekte: 69 / 13
Disqualifikationen: 4
Michail Maximotschkin gewann von der Normalschanze seinen ersten Meistertitel. Die Grundlage stellte sein Sprung auf 102,5 Meter im ersten Durchgang dar, denn damit übersprang er als einziger Athlet die Hillsize-Weite von 100 Metern.

#### Großschanze
| Platz | Name                  | Föderationssubjekt      | Weite 1 | Weite 2 | Punkte |
| ----- | --------------------- | ----------------------- | ------- | ------- | ------ |
| 01.   | Michail Maximotschkin | Oblast Nischni Nowgorod | 134,5   | 122,5   | 261,1  |
| 02.   | Denis Kornilow        | Oblast Nischni Nowgorod | 128,5   | 129,5   | 260,9  |
| 03.   | Ilmir Chasetdinow     | Republik Baschkortostan | 130,0   | 122,0   | 251,1  |
| 04.   | Alexander Schuwalow   | Oblast Nischni Nowgorod | 126,0   | 119,5   | 235,4  |
| 05.   | Dmitri Wassiljew      | Republik Baschkortostan | 128,0   | 115,5   | 232,8  |
| 06.   | Anton Kalinitschenko  | Oblast Kemerowo         | 129,5   | 114,5   | 229,2  |
| 07.   | Dmitri Ipatow         | Oblast Magadan          | 123,0   | 120,5   | 227,8  |
| 08.   | Ilja Rosljakow        | Oblast Murmansk         | 119,0   | 121,5   | 224,4  |
| 09.   | Alexei Romaschow      | Sankt Petersburg        | 119,5   | 117,5   | 218,1  |
| 10.   | Alexander Sardyko     | Oblast Nischni Nowgorod | 108,0   | 125,5   | 209,8  |

Datum: 30. März 2014
Schanze: Großschanze K-120
Russischer Meister 2013:  Denis Kornilow
Teilnehmer / Föderationssubjekte: 50 / 12
In einem deutlich engeren Wettkampf setzte sich Michail Maximotschkin mit 0,2 Punkten Vorsprung erneut durch.

#### Team
| Platz | Team                       | Namen                                                                         | Weite 1                 | Weite 2 | Punkte |
| ----- | -------------------------- | ----------------------------------------------------------------------------- | ----------------------- | ------- | ------ |
| 01.   | Oblast Nischni Nowgorod I  | Alexander Sardyko Alexander Schuwalow Denis Kornilow Michail Maximotschkin    | 110,5 113,0 125,0 128,0 | —       | 439,7  |
| 02.   | Region Perm I              | Jegor Ussatschew Sergei Kulikow Georgi Tscherwjakow Artjom Utew               | 111,5 102,5 111,5 124,5 | —       | 387,5  |
| 03.   | Sankt Petersburg I         | Erkin Allamuratow Wladislaw Persijanzew Wladislaw Bojarinzew Alexei Romaschow | 093,5 107,5 115,5 130,5 | —       | 382,6  |
| 04.   | Republik Baschkortostan I  | Ramil Sarifullin Grigori Leontjew Ilmir Chasetdinow Dmitri Wassiljew          | 107,5 097,0 120,5 121,0 | —       | 379,8  |
| 05.   | Oblast Nischni Nowgorod II | Sergei Schulajew Andrei Patschin Iwan Lanin Alexei Buiwolow                   | 098,5 098,0 111,0 114,5 | —       | 332,1  |

Datum: 31. März 2014
Schanze: Großschanze K-120
Russischer Meister 2013:  Oblast Nischni Nowgorod
Teilnehmende Teams / Föderationssubjekte: 12 / 7
Weitere Platzierungen:

06. Platz:  Region Perm II

07. Platz:  Moskau I

08. Platz:  Republik Tatarstan

09. Platz:  Moskau II

10. Platz:  Oblast Magadan

11. Platz:  Republik Baschkortostan II

12. Platz:  Sankt Petersburg II
Das Team aus der Oblast Nischni Nowgorod verteidigte ihren Titel. Ein zweiter Durchgang fand nicht statt.

### Mixed
| Platz | Team                      | Namen                                                                         | Weite 1                 | Weite 2                 | Punkte |
| ----- | ------------------------- | ----------------------------------------------------------------------------- | ----------------------- | ----------------------- | ------ |
| 01.   | Moskau                    | Anastassija Weschtschikowa Ildar Walitow Irina Awwakumowa Pjotr Tschaadajew   | 069,0 095,0 092,0 097,0 | 076,5 084,0 089,5 082,5 | 806,0  |
| 02.   | Oblast Nischni Nowgorod   | Natalja Solowjowa Alexei Buiwolow Marija Sotowa Michail Maximotschkin         | 071,0 093,5 075,5 100,5 | 074,0 082,5 078,5 084,5 | 751,5  |
| 03.   | Region Perm I             | Ljubow Altschikowa Georgi Tscherwjakow Anastassija Gladyschewa Sergei Kulikow | 068,0 085,5 080,0 087,0 | 070,0 089,5 081,5 076,5 | 705,5  |
| 04.   | Sankt Petersburg          | Marija Jakowlewa Wladislaw Bojarinzew Darja Gruschina Alexei Romaschow        | 069,5 088,0 080,5 089,5 | 062,5 084,5 076,5 085,5 | 704,0  |
| 05.   | Republik Baschkortostan I | Adelja Raschitowa Ramil Sarifullin Aissylu Fachertdinowa Ilmir Chasetdinow    | 060,0 089,5 070,0 097,0 | 059,0 080,5 070,0 087,0 | 648,0  |

Datum: 28. März 2014
Schanze: Normalschanze K-95
Russischer Meister 2013: nicht ausgetragen
Teilnehmende Teams / Föderationssubjekte: 12 / 8
Weitere Platzierungen:

06. Platz:  Oblast Magadan

07. Platz:  Region Perm II

08. Platz:  Oblast Swerdlowsk

09. Platz:  Region Perm III

10. Platz:  Republik Tatarstan

11. Platz:  Republik Baschkortostan II

12. Platz:  Region Perm IV
Bei der ersten Austragung eines Mixed-Teamspringens im Winter gewann das Team aus Moskau.

## Medaillenspiegel
| Platz | Föderationssubjekt      |   |   |   |    |
| ----- | ----------------------- | - | - | - | -- |
| 1     | Oblast Nischni Nowgorod | 3 | 2 | 0 | 5  |
| 2     | Moskau                  | 2 | 0 | 0 | 2  |
| 3     | Region Perm             | 0 | 1 | 2 | 3  |
| 4     | Republik Baschkortostan | 0 | 1 | 1 | 1  |
| 5     | Oblast Magadan          | 0 | 1 | 0 | 1  |
| 6     | Sankt Petersburg        | 0 | 0 | 2 | 2  |
| 7     | Oblast Kemerowo         | 0 | 0 | 1 | 1  |
| Total | Total                   | 5 | 5 | 6 | 16 |